# Nutricom
Nutricom Oltenița este o companie producătoare de nutrețuri din România.
Compania este controlată de Agrigento Holding Ltd, care deține 77,29% din capitalul social.
Acțiunile Nutricom Oltenița se tranzacționează la categoria de bază a pieței Rasdaq, sub simbolul NUTE.
Cifra de afaceri în primul semestru din 2007: 39,6 milioane lei (11,8 milioane euro)